# Svea Naujack
Svea Naujack (* 27. Februar 2006) ist eine deutsche Volleyballspielerin.

## Karriere
Naujack ist die Tochter der deutschen Volleyballnationalspielerin Christina Schultz. Die Außenangreiferin spielte von 2022 bis 2024 mit der zweiten Mannschaft des Schweriner SC in der Zweiten Liga Nord. In der zweiten Saison stand sie mit einem Doppelspielrecht auch im Erstliga-Kader des Vereins. 2024 wurde die Juniorennationalspielerin vom Erstligisten VfB 91 Suhl verpflichtet.